# Stig Engström
Stig Engström (Stoccolma, 14 gennaio 1942) è un attore svedese.

## Filmografia parziale
Cinema
- Göta kanal eller Vem drog ur proppen?, regia di Hans Iveberg (1981)
- Mio in the Land of Faraway (Mio min Mio), regia di Vladimir Grammatikov (1987)
- Drowning Ghost - Oscure presenze (Strandvaskaren), regia di Mikael Håfström (2004)
- Himlen är oskyldigt blå, regia di Hannes Holm (2010)

Televisione
- Den vite riddaren - miniserie TV, 4 episodi (1994)
- Höök - serie TV, 2 episodi (2008)